# Матильда Шинова
Матильда Шинова (чеськ. Matylda Šínová), після першого одруження — Матильда Матушкова (чеськ. Matylda Matoušková), після другого одруження — Матильда Ружичкова (чеськ. Matylda Růžičková, 29 березня 1933, Брно) — чехословацька гімнастка, призерка Олімпійських ігор та чемпіонату світу.
Другий чоловік — Зденек Ружичка, чехословацький гімнаст, призер Олімпійських ігор.

## Біографічні дані
На Олімпіаді 1952 Матильда Шинова зайняла 3-е місце в командному заліку. В індивідуальному заліку вона зайняла 33-е місце. Також зайняла 6-е місце в командних вправах з предметом, 34-е — у вправах на брусах, 25-е — у вправах на колоді, 38-е — в опорному стрибку та 73-е — у вільних вправах.
На Олімпіаді 1956 Матильда Матушкова залишилася без нагород, зайнявши 5-е місце в командному заліку та 25-е — в індивідуальному заліку. Також зайняла 7-е місце в командних вправах з предметом, 20-е — у вправах на брусах, 38-е — у вправах на колоді, 20-е — в опорному стрибку та 37-е — у вільних вправах.
На чемпіонаті світу 1958 Матильда Матушкова завоювала срібну медаль в команді.
На Олімпіаді 1960 Матильда Матушкова зайняла 2-е місце в командному заліку. В індивідуальному заліку вона зайняла 26-е місце. Також зайняла 24-е місце у вправах на брусах, 33-е — у вправах на колоді, 33-е — в опорному стрибку та 50-е — у вільних вправах.
Після завершення виступів займалася викладацькою діяльністю в університеті.